# كحول الفاينيل
كحول الفاينيل، أو الإيثينول (بالإنجليزية: ethenol)‏، (اسم IUPAC، وليس الإيثانول) أو الإيثيلينول، هو أبسط الإينول، صيغته الكيميائية CH2CHOH هو مركب قابل للتغيير يتحول إلى إيثانال فور عزله عند درجة حرارة الغرفة.

## التصنيع
يمكن تكوين كحول الفاينيل عن طريق الإزالة الحرارية للماء من إيثيلين غليكول عند درجة حرارة 900 درجة مئوية، والضغط المنخفض.

## تحلل كحول الفاينيل إلى الأسيتالديهيد
في الظروف العادية، يتحول كحول الفاينيل (صنوانية) إلى الأسيتالديهيد:
في درجة حرارة الغرفة، الأسيتالديهيد (H3CC(O)H ) أكثر ثباتًا من كحول الفاينيل (H2C=CHOH ) بمقدار 42.7 كيلوجول/مول. ويتصاوغ غاز كحول الفاينيل إلى الألدهيد بزمن قدره 30 دقيقة عند درجة حرارة الغرفة.

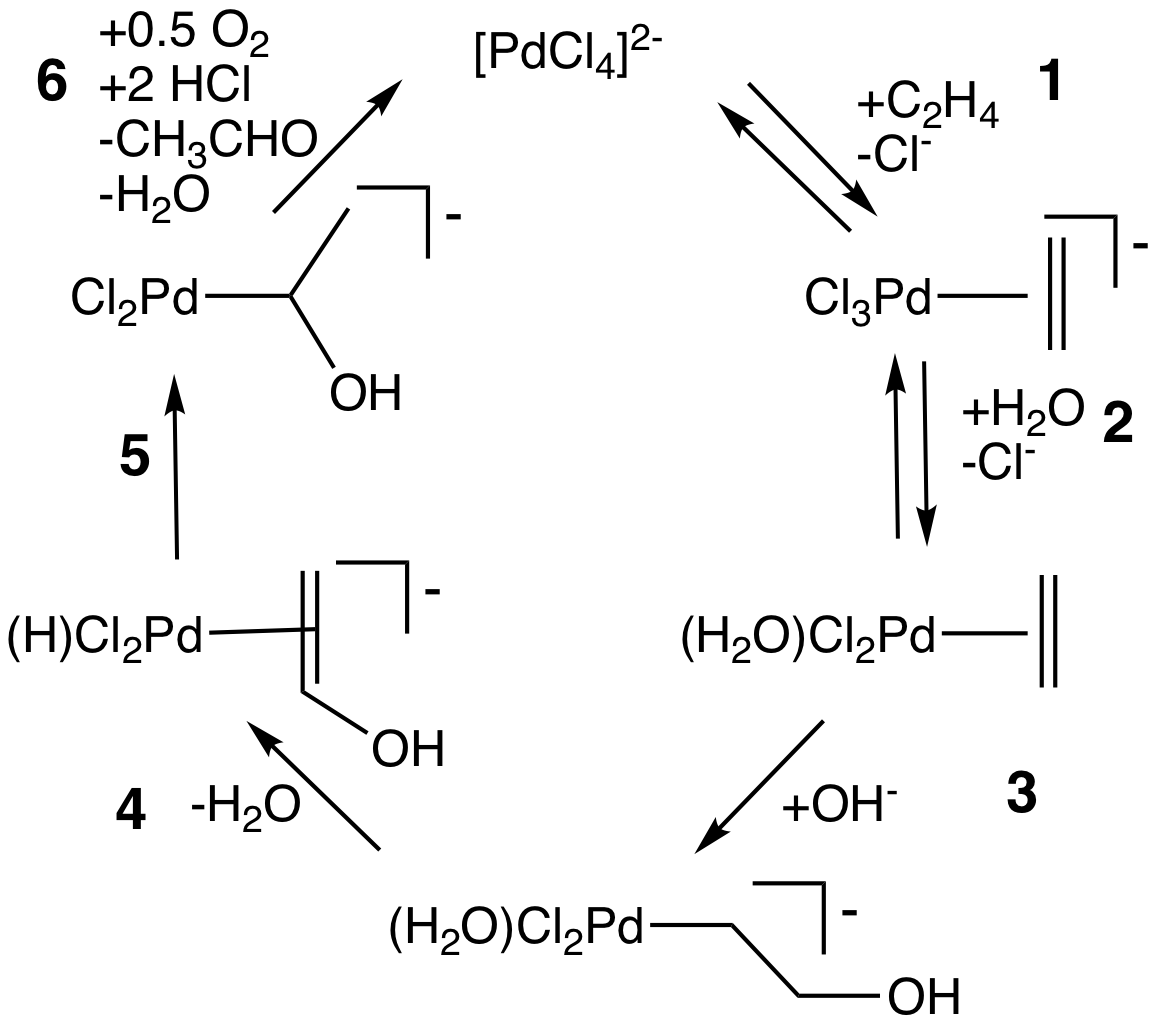
يتم التصنيع الصناعي للأسيتالديهيد (عملية واكر) عبر وسيط مركب كحول الفاينيل.

H2C=CHOH  →  H3CC(O)H